# Hangtechnika

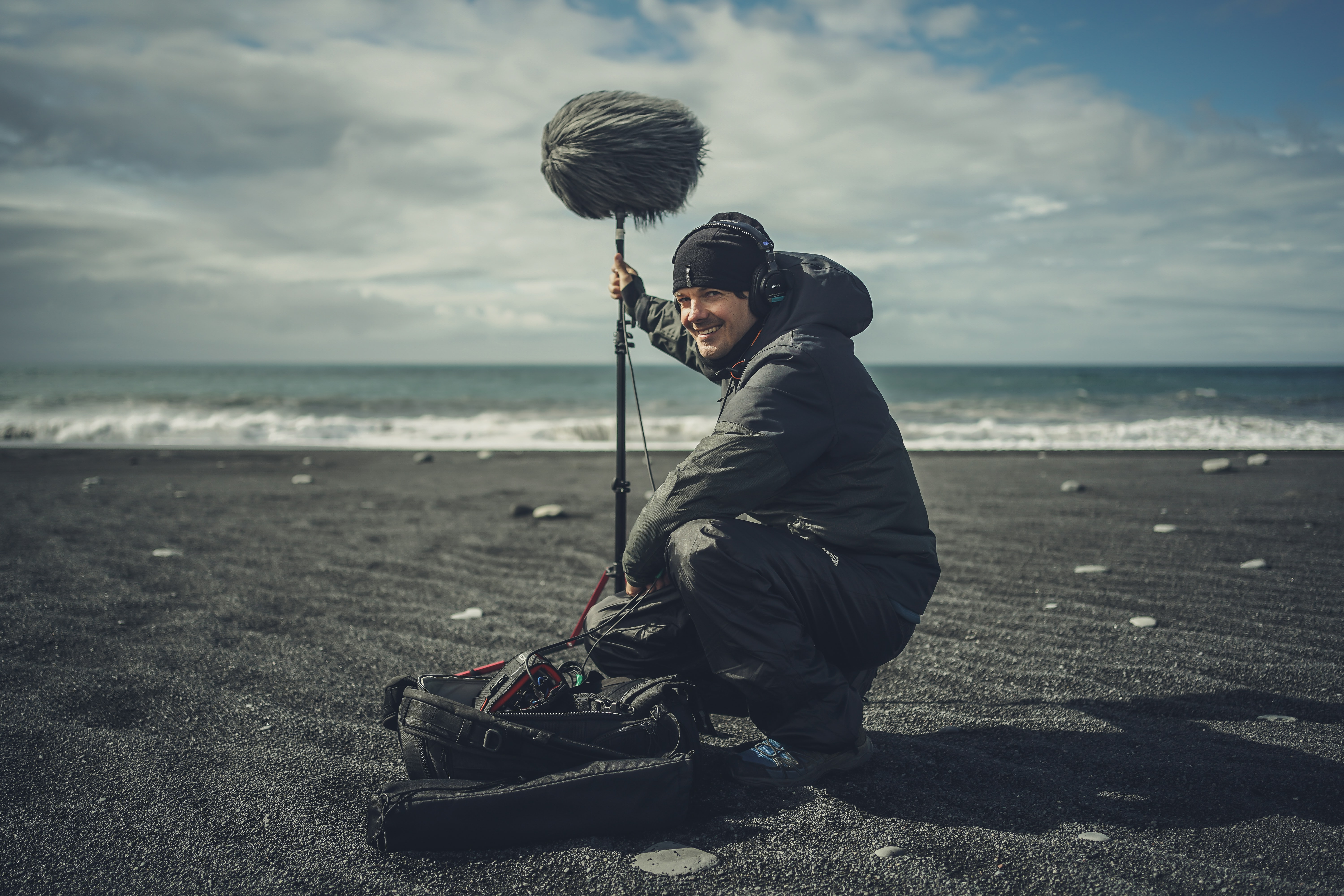
Hangfelvétel szélvédővel

A hangtechnika az elektroakusztika egyik részterülete. Témakörébe tartozik mindama műszaki szerkezetek, eljárások, berendezések, készülékek kivitelezése, üzemben tartása illetve vizsgálata, amelyeknek valamilyen kapcsolatban állnak a hanggal. Hangtechnikai eljárásnak nevezünk minden olyan műszaki módszert, amely a hangtechnika által, a kitűzött akusztikai vagy elektroakusztikai cél megvalósítását teszi lehetségessé.
A hangtechnikai készülékek négy csoportba sorolhatóak, az egyes készülékek és tartozékok rendeltetése valamint célja alapján:
1. Hangátviteli eszközök
2. Műsorforrások
3. Jelhordozók
4. Segédeszközök, tartozékok

## Hangátviteli eszközök
Ezen csoport része minden olyan eszköz és készülék, amely az időben folyamatos, megszakítás nélküli, ún. "egyenes" hangátvitelt vagy hangközvetítést szolgál. Ezeknek három fajtája van:
- Jelforrások
- Erősítők
- Hangsugárzók

## Műsorforrások
Ebbe a csoportba tartoznak mindazon hangtechnikai készülékek vagy berendezések, amelyeknek elsődleges rendeltetése a hangműsorok rögzítése és visszaadása, valamint közvetítése. Ezen készülékfajták túlnyomó része az időben megszakított, ún. "tárolt" hangátvitelt vagy hangközvetítést szolgálja. Ezek is három csoportra oszthatóak:
- Lemezjátszók
- Rádiókészülékek
- Mágneses hangrögzítők

A műsorforrások felosztásánál nem soroljuk ide a hangtechnika szempontjából csak másodlagos jellegű, s nem kifejezetten hangközvetítő műsorforrást, a televízió-készüléket és a telefont.

## Jelhordozók
Ezen csoport részei a hangrögzítés és a műsortárolás folyamatában döntő jelentőségű jelhordozók, amelyek a lemezjátszók és mágneses hangrögzítők kiegészítő tartozékainak tekinthetők azon kiegészítéssel, hogy működésük és használatuk enélkül elképzelhetetlen. Fajtáik:
- Hanglemezek (csak analóg)
- Mágnesezhető szalagok (analóg és digitális)
- Mágnesezhető lemezek (analóg és digitális)
- Optikai adattárolók (csak digitális)

## Segédeszközök, tartozékok
Az ide sorolható segédeszközök és tartozékok fajtái megszámlálhatatlanul sokfélék lehetnek. Néhány példa a teljesség igénye nélkül:
- Hálózati adapterek
- Hangfrekvenciás adapterek
- Hangkeverők
- Hangfrekvenciás kábelek és dugaszok
- Hangfrekvenciás csatlakozóátalakítók
- Szalagorsók, orsótároló dobozok
- Szalagragasztó készülékek
- Hangszalag-montázsasztal
- Hanglemeztörlők és -tisztítók
- Színes befutószalagok
- Hangszalagragasztók
- stb.